# Aeroporto Internazionale di Sihanoukville
L'Aeroporto Internazionale di Sihanoukville (IATA: KOS, ICAO: VDSV), noto anche come Kaong Kang Airport (Kaong Kang in khmer កោងកាង, mangrovia) è un aeroporto civile nel sud della Cambogia che serve la città di Sihanoukville. È un dei tre aeroporti del paese a vedere transitare traffico commerciale. Accoglie traffico nazionale ed internazionale.

## Storia
Una prima pista d'atterraggio da 1.200 m fu costruita durante gli anni sessanta con aiuto dell'URSS fu aperto al traffico aereo nel 1967. Chiuso nel 1997 fu riaperto nel 2004 quando il 12 aprile vide arrivare il primo volo commerciale dall'aeroporto Internazionale di Phnom Penh, operato con un Antonov An-24 della cambogiana President Airlines. Dopo una prima estensione a 1.800 m nel 2006 la pista è stata portata a 2.500 m.

## Statistiche
Questo grafico non è disponibile a causa di un problema tecnico.
Si prega di non rimuoverlo.
Vedi la query Wikidata di origine.